# کارهای کثیف (مجموعه تلویزیونی)
کارهای کثیف ساخته شرکت فیلم‌سازی پیل گریم، مجموعه برنامه‌ای از شبکه تلویزیونی دیسکاوری است که با میزبانی مایک روی و با انجام کارهای سخت، عجیب و منزجرکننده به نمایش درمی‌آید. این مجموعه با دو قسمت آزمایشی در نوامبر ۲۰۰۳ به نمایش درآمد ولی برنامه اصلی آن در ژوئیه ۲۰۰۵ شروع‌شده و در ۸ سری تا سپتامبر ۲۰۱۲ به نمایش درآمد. سری هشتم این مجموعه در استرالیا فیلم‌برداری شد. مجموعه اروپایی کارهای کثیف نیز با میزبانی دروازه‌بان سابق تیم ملی فوتبال دانمارک، پیتر اشمایکل، در حال پخش است.

## خلاصه برنامه
یک کارگر یا گروهی از کارگران مایک روی را به‌عنوان دستیار برگزیده تا در یک روز کاری وظیفه‌اش را باوجود تمام ناراحتی‌ها، ترس‌ها و در شرایط ناگوار به نحو احسن انجام دهد. دیگر متصدیان این مجموعه به شمول تهیه‌کننده، دیو بارسکی، فیلم‌بردار، داگ گلوور، تروی پاف و دن اگیمن و صدابردار، جاش اتکینز، نیز همچون مایک مجبور به انجام کارهای سخت و طاقت‌فرسا می‌شوند ولی خطرناک‌ترین و سخت‌ترین کارها را مایک انجام می‌دهد. تقریباً هر کاری سخت‌تر از حد انتظار "مایک" است و همین مسئله او را به تحسین کارگران و مهارت‌های آن‌ها وامی‌دارد، کارهایی که دیگران از انجام آن سرباز می‌زنند. معمولاً مایک هر قسمت این مجموعه را با این جمله آغاز می‌کند: "اسم من "مایک روی" است و این شغل من است. من در این کشور به دنبال افرادی هستم که از انجام کارهای سخت و منزجرکننده هراسی ندارند؛ کارهای سختی که دیگران حاضر به انجام آن نیستند ولی این افراد از آن طریق امرارمعاش می‌کنند."

## قسمت‌هایی از برنامه
در تاریخ ژوئیه ۲۰۰۶ دو قسمت ویژه‌برنامه به میزبانی مایک روی از شبکه دیسکاوری پخش شد تا برنامه سالانه کوسه‌ها را که به مدت یک هفته پخش می‌شود، پوشش دهد. در این دو قسمت، مایک با حیوانات سروکار دارد و کارهایی انجام می‌دهد که عجیب به نظر می‌رسند؛ کارهایی مثل آزمودن کردن دستگاه دورکننده کوسه و پوشیدن لباس محافظ در مقابل کوسه‌ها. در اواخر ماه اوت ۲۰۰۶ برنامه به نقطه اوج خود رسید که در آن مایک صدمین کار سخت و طاقت‌فرسا را انجام می‌داد. این برنامه با یک قسمت دوساعته ویژه‌پخش شد و مایک را با جشن صد و هشتاد و هفتمین نبرد اردنانس ارتش آمریکا نشان می‌داد. در پایان نیز مایک و دیو بارسکی گیتار می‌نواختند و درباره ۱۰۰ کاری که در این برنامه‌ها انجام داده بودند، ترانه می‌خوانند. در دسامبر ۲۰۰۷ نیز برنامه ویژهٔ دوساعته برای انجام صد و پنجاهمین کار پخش شد که ترکیبی از کارهای قبلی مایک و ضیافتی بود که در محل دفن زباله در سن فرانیسیکو برگزارشده بود. سری پنجم برنامه نیز در سال ۲۰۰۹ به نمایش درامد. از سری هشتم این مجموعه که در اوت ۲۰۱۲ شروع به پخش شد فقط ۴ قسمت فیلم‌برداری شد.

## تاریخچه
مجموعه "کارهای کثیف" برگرفته از یک شوی تلویزیونی محلی به نام "یکی باید این کار را انجام بده" در سان‌فرانسیسکو است که "مایک روی" میزبانی آن را بر عهده داشت. ویدیوی "باروری مصنوعی گاوها" بعد از تکمیل بخش گرافیکی آن با صفاتی از قبیل شوکه کننده، ترسناک، جالب، باورنکردنی و شگفت‌انگیز همراه شد و همین مسئله مایک را واداشت تا نوار ویدئویی آن را به شبکه‌های تلویزیونی مختلفی از قبیل کامدی سنترال بفرستد؛ هرچند این شبکه به بهانه محدود بودن فهرست برنامه‌های پاییزی از پخش آن خودداری کرد و گفت که این تلویزیون جایی برای برنامه تاک شوی ضبط‌شده در مخزن فاضلاب نیست. اما سرانجام مایک این نوار ویدئویی را به شبکه دیسکاوری فرستاد و اجازه پخش سری برنامه‌های "کارهای کثیف" را به کارگردانی کرگ پلیگین از شرکت فیلم‌سازی پیل گریم گرفت.

## موسیقی متن
موسیقی متن فیلم از آهنگ "We care a lot" از آلبوم "Faith no more" گرفته‌شده است. این آهنگ در نیمه اول سال ۲۰۰۷ به دلیل حق کپی‌رایت با آهنگ دیگری عوض شد و قسمت‌های قبلی که پخش‌شده بود دوباره ویرایش شد؛ اما بعداً همان آهنگ اولیه به‌عنوان موسیقی متن انتخاب شد.